# Río Tecolutla
Le Río Tecolutla est un fleuve s'écoulant dans l'État de Puebla et dans le nord de l'État de Veracruz, tandis que les sources des cours d'eau appartenant à son bassin versant débordent sur les États de Tlaxcala et de Hidalgo. Sa source se situe dans l'État de Tlaxcala, dans le massif montagneux de la Sierra Madre orientale.

## Géographie
La source du Río Tecolutla se situe près de Huamantla de Juárez, dans l'État de Tlaxcala, à une altitude de 3500 mètres ; le fleuve naissant porte alors le nom de Zapata. Le nom de Río Tecolutla ne s'applique qu'après la confluence entre les rivières Río Apulco au sud, et Río Necaxa au nord. L'embouchure du fleuve se trouve dans le golfe du Mexique, à hauteur de la ville éponyme de Tecolutla.